# Platyptilia censoria
Platyptilia censoria là một loài bướm đêm thuộc họ Pterophoridae. Nó được tìm thấy ở Mauritius.